# Gore, Quebec (película)
Gore, Quebec es una película de terror de 2014 dirigida por Jean Benoit Lauzon y escrita por Rick Mele.

## Argumento
Una voz en off anuncia que las siguientes imágenes fueron recuperadas de la cámara de Dave Reynolds, quien en 2011 dejó Ontario para pasar un fin de semana en la cabaña de sus padres en Gore, Quebec, junto con su hermano Sean y sus amigos Katie, Brandon, Stacey, Colin, Erin y Mike.
Cuando Sean y Dave llegan a la cabaña, encuentran una nota que les informa que la alarma se disparó hace una semana, pero que no hubo signos de vandalismo o robo; también ven a alguien observándolos desde el bosque, aunque Sean descarta al observador como un vecino o un excursionista. La mayoría de los demás llegan y mencionan que Brandon, Mike y la cita a ciegas de Mike, Amanda, deberían llegar mañana por la tarde. Unas horas después de la fiesta del grupo, Katie llega a la cabaña sangrando, seguida por un hombre que ataca a los demás y apaga la cámara de Dave. La película cambia a una narrativa en tercera persona y muestra al intruso rompiendo el cuello de Erin con un remo.
Al día siguiente, Brandon, Mike y Amanda conducen hasta la cabaña mientras un noticiero anuncia que nuevas pruebas de ADN han generado dudas sobre la culpabilidad de Nick Gleason, quien fue condenado por cinco cargos de asesinato en primer grado en 2003. Al llegar a la cabaña, Brandon sale a caminar, y Mike y Amanda salen en el bote y descubren el cuerpo de Katie en el lago. Mike y Amanda buscan a Brandon, quien ha encontrado una serie de estructuras abandonadas, algunas de las cuales están cubiertas de grafitis que parecen haber sido dibujados con sangre. El asesino mutila y cuelga a Brandon y usa su sangre para agregar a los grafitis.
En otro lugar, Dave herido despierta en el bosque, rodeado por los cadáveres de Erin y Sean, y corre en busca de ayuda, encontrando a Mike y Amanda. Dave les cuenta lo que pasó con los demás, y mientras regresan a la cabaña, el asesino lanza un hacha en la espalda de Dave. El asesino persigue a Amanda y Mike hasta donde están los restos de Colin y Stacey, y un flashback muestra cómo enmarcó a Nick Gleason por los cinco asesinatos que cometió en 2003.
Amanda y Mike llegan a la cabaña, al igual que el asesino, quien mata con un hacha a un vecino visitante. Cuando el asesino entra, Amanda lo golpea con un remo, y ella y Mike huyen, llegando al auto de Brandon, que estrellan. La película vuelve al formato de "metraje encontrado" utilizado al principio, con el asesino usando la cámara de Dave para filmar los cuerpos posados de sus víctimas y a Mike y Amanda cautivos.

## Reparto
- Myrthin Stagg como Amanda
- Blake Mawson como Mike
- Andy Malone como David Edward Reynolds
- Kate Elyse Forrest como Katie Farrell
- Luke Madigan como El Asesino
- Jean Benoit Lauzon como Brandon
- Kurt Ogilvie como Sean Reynolds
- Peri Greig como Stacey
- Rick Mele como Colin
- Rachel Atherstone como Erin
- Rufus Crawford como Nick Gleason

## Recepción
Mientras que Chris Alexander de Fangoria dijo que Gore, Quebec es "tan pobre como se puede, con un argumento que recicla casi todos los tropos de terror de jóvenes en el bosque conocidos por el hombre", admitió que el "encanto barato está atenuado por una artesanía de primera clase y una verdadera energía indie". En una crítica para Toronto Film Scene, William Brownridge escribió, "Por $7000, esto es puro cine independiente en su mejor momento. Hay algunos grandes momentos de terror, un par de chistes increíblemente oscuros y un villano inquietante. No es perfecto, pero sigue siendo una de las mejores películas de terror indie que existen y debe verse no solo por el éxito de la película, sino por el éxito del cineasta al reunirlo todo".